# Adda (râu)
Adda (în latină Addua) este un râu situat în nordul Italiei având o lungime de 313 km. Face parte din bazinul hidrografic al râului Pad, al cărui afluent stânga este. Izvorăște din Alpi, din apropierea graniței cu Elveția, și se varsă în Pad la cățiva kilometri mai sus de Cremona.
Râul trece prin orașele Bellagio și Lecco (pe Lacul Como), Bormio, Sondrio, și Lodi.